# Johann Kiechl

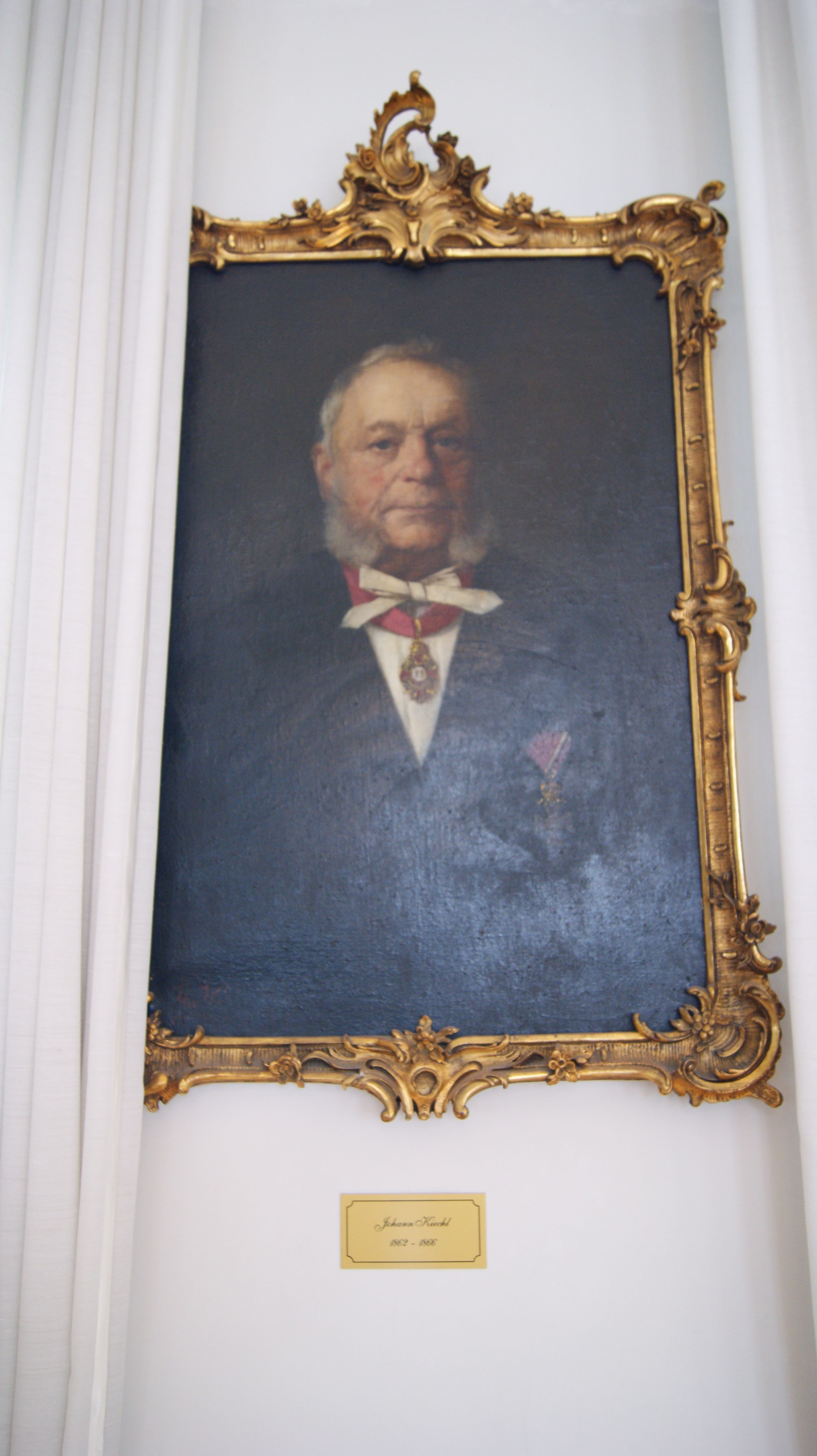
Johann Kiechl – Bild im Rokokosaal des Alten Landhauses in Innsbruck

Johann Kiechl (* 19. Januar 1804 in Sarnthein; † 26. Mai 1893 in Wilten) war ein österreichischer Jurist, Politiker und Landeshauptmann von Tirol.

## Leben
Johann Kiechl war Sohn des gräflichen Landrichters Johann Baptist Kiechl d. Ä. aus Hall in Tirol und der Maria Anna Theresia, geborene Zagler. Er diente nach seinen Studienjahren (1827–1838) als Konzeptpraktikant  und Adjunkt beim Landgericht in Meran. Dazwischen war er auch Aktuar beim Landgericht in Bregenz. 1838 wurde er als Landrichter Nachfolger seines Vaters in Sarnthein und dann im Passeier. 1843 wurde er Rat und 1850 Landesgerichtsrat beim Kollegial- bzw. Landesgericht in Bozen. 1854 wurde er Rat am Oberlandesgericht in Innsbruck. 
1861 wurde er von der Stadt Bozen als Vertreter der liberalen Partei in den Tiroler Landtag gewählt. Am 12. September 1854 verlieh ihm die Stadt Bozen die Ehrenbürgerwürde. Bis 1867 vertrat er Bozen im ersten parlamentarischen Landtag von Tirol. 
Vom 20. Dezember 1862 bis zum 22. Dezember 1866 war er Landeshauptmann und Landesoberschützenmeister. Ein Höhepunkt seiner Tätigkeit war die 500-Jahr-Feier zur Vereinigung von Tirol mit Österreich. Er erwarb sich bei seiner politischen Tätigkeit auch die Achtung der politisch-konservativen Gegner im Landtag. 1863–1871 stand er der Sparkasse Innsbruck vor, 1875–1880 dem Museum Ferdinandeum. 
1867 wurde er als Hofrat i. R. zum lebenslangen Mitglied des Reichsgerichts ernannt, nach zehn Jahren verzichtete er jedoch auf dieses Amt. 

## Werke
- Bericht über die Verhandlungen wegen Einführung des Grundbuches in Tirol. 1862.